# Dorothy Layton
Dorothy Layton (* 13. August 1912 in Cincinnati, Ohio als Dorothy Ann Wannenwetsch; † 4. Juni 2009 in Towson, Maryland) war eine US-amerikanische Filmschauspielerin der frühen 1930er Jahre.

## Leben und Karriere
Dorothy Layton wurde im Alter von 20 Jahren als einer der WAMPAS Baby Stars ausgewählt. Sie spielte zwischen 1932 und 1933 in acht Filmen mit, darunter mehrere Laurel und Hardy Kurzfilme, unter anderen Laurel und Hardy im Krankenhaus. 1933 war Layton in der Rolle der Peggy an der Seite von Sylvia Sidney und George Raft in Flucht vor dem Gestern zu sehen.
Schon 1934 verließ sie die Filmindustrie und zog nach Baltimore, Maryland, wo sie Howard Milton Taylor Jr., einen Geschäftsmann aus diesem Ort, der Matratzen verkaufte, kennenlernte und heiratete. Das Paar hatte zwei Kinder, einen Sohn und eine Tochter. Die Ehe wurde später geschieden.
Layton starb 2009 im Alter von 96 Jahren in einem Altersheim in Towson, Maryland.

## Filmografie (Auswahl)
- 1931: Die Dame auf der Schulter (Chickens Come Home)
- 1931: On The Loose
- 1932: Mr. Bride
- 1932: Taxi for Two
- 1932: Girl Grief
- 1932: Als Rekruten (Pack Up Your Troubles)
- 1932: Young Ironsides
- 1932: Red Noses
- 1932: Im Krankenhaus (County Hospital)
- 1932: Dick und Doof in der Manege (The Chimp)
- 1933: Flucht vor dem Gestern (Pick-Up)
- 1933: Fallen Arches